# يوهان جورج هيربست
يوهان جورج هيربست (بالألمانية: Johann Georg Herbst)‏ هو أستاذ جامعي وقسيس ومستشرق ألماني، ولد في 13 يناير 1787 في روتفايل في ألمانيا، وتوفي في 31 يوليو 1836 في توبينغن في ألمانيا.